# 989
| 989                |
| ------------------ |
| Dødsfald - Fødsler |
|                    |

| Gregoriansk kalender | 989 CMLXXXIX            |
| Ab urbe condita      | 1742                    |
| Armensk kalender     | 438 ԹՎ ՆԼԸ              |
| Kinesiske kalender   | 3685 – 3686 戊子 – 己丑 |
| Etiopisk kalender    | 981 – 982               |
| Jødisk kalender      | 4749 – 4750             |
| Hindukalendere       |                         |
| - Vikram Samvat      | 1044 – 1045             |
| - Shaka Samvat       | 911 – 912               |
| - Kali Yuga          | 4090 – 4091             |
| Iransk kalender      | 367 – 368               |
| Islamisk kalender    | 378 – 380               |

Se også 989 (tal)

## Dødsfald
- Cearbhall, den sidst konge af Naas i Irland.